# Dolichopeza (Oropeza) johnsonella
Dolichopeza (Oropeza) johnsonella is een tweevleugelige uit de familie langpootmuggen (Tipulidae). De soort komt voor in het Nearctisch gebied.